# Edwin Linkomies
Edwin Johan Hildegard Linkomies (fino al 1928 con il cognome di Flinck; Viipuri, 22 dicembre 1894 – Helsinki, 8 settembre 1963) è stato un politico, latinista e lessicografo finlandese.

## Biografia
Fu primo ministro della Finlandia dal marzo 1943 all'agosto 1944.
Dopo la fine della seconda guerra mondiale, su richiesta del governo sovietico, venne condannato, assieme ad altri sei esponenti politici finlandesi, a cinque anni e sei mesi di carcere per le sue responsabilità nella cosiddetta guerra di continuazione.
Professore di lingua e letteratura latina all'Università di Helsinki, fu autore di un vocabolario latino-finlandese e di una grammatica latina. Fu pro-rettore a Helsinki dal 1932 al 1943 e rettore dal 1956 al 1962. Fu Cancelliere delle Università dal 1962 fino alla morte.